# Caroline Black
Caroline Black (* 4. März 1994 in Lisburn) ist eine nordirische Badmintonspielerin. 

## Karriere
Caroline Black wurde 2014 erstmals nationale Meisterin in Irland, wobei sie im Damendoppel mit Sinead Chambers erfolgreich war. Bei den Irish International 2012 belegte sie Rang zwei, bei den Iceland International 2014 Rang drei. 2010 startete sie bei den Commonwealth Games, 2014 bei der Badminton-Mannschaftseuropameisterschaft.